# Thomas Arthur de Lally-Tollendal

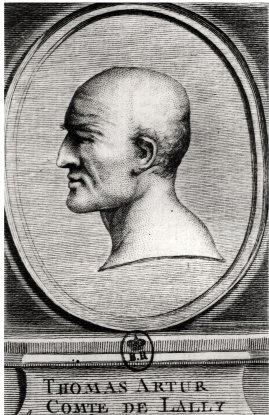
Thomas Arthur de Lally-Tollendal

Thomas Arthur, Comte de Lally, Baron de Tollendal (* 13. Januar 1702 in Romans in der Dauphiné; † 7. Mai 1766) war ein französischer Offizier.
Thomas Arthur de Lally-Tollendal aus einer irischen mit Jakob II. von England in Frankreich eingewanderten Familie, diente seit 1720 in einem irischen Regiment, das sein Vater Sir Gérard Lally-Tollendal befehligte, focht seit 1741 in Flandern, Schottland und den Niederlanden, zeichnete sich bei Fontenoy 1745 aus, wurde zum Brigadier des armes du roi befördert und 1756 zum Lieutenant-général und Gouverneur aller französisch-ostindischen Niederlassungen ernannt.
Voltaire schrieb als Teilhaber der Ostindienkompanie am 15. Februar 1760 in einem Brief:

« Nous avons à Pondichéry un Lally ... qui me coûtera tôt ou tard, vingt mille livres tournois annuels ... »

„Wir haben in Pondichéry einen Lally ... der mich früher oder später 20‘000 Livre im Jahr kosten wird ...“

Er eröffnete dort sofort nach seiner Ankunft den Kampf gegen die britischen Besitzungen, eroberte eine Menge Plätze und Städte und belagerte selbst Madras, musste sich aber nach einer schweren Niederlage unter den Mauern von Vandarachi auf das bedrohte Pondicherry zurückziehen, wo er, im März 1760 von einer weit überlegenen britischen Armee und einer Flotte von 14 Linienschiffen eingeschlossen, sich nach tapferer Verteidigung am 16. Januar 1761 auf Gnade und Ungnade ergeben musste und wurde als Kriegsgefangener nach England gebracht:
Auf die Kunde, dass man ihn in Frankreich der Feigheit und Verräterei beschuldige, erwirkte er sich seine Befreiung, begab sich 1764 nach Paris, wurde hier in die Bastille geworfen und unter Ludwig XV. am 6. Mai 1766 zum Tode durch das Schwert verurteilt, weil er die Interessen des Königs und der Ostindienkompanie verraten habe, und am Tag darauf enthauptet.
Nach zehn Jahren bewirkte Lally-Tollendals Sohn, Gérard de Lally-Tollendal, besonders von Voltaire unterstützt, die Revision des Prozesses. Die Unschuld des Verurteilten wurde so klar erwiesen, dass der inzwischen inthronisierte König Ludwig XVI. in einem Dekret vom 21. Mai 1778 das Urteil kassierte und die Ehre Lally-Tollendals wiederherstellte. Der Prozess wurde jedoch an die Parlemente von Rouen und Dijon weitergezogen und endete schließlich damit, dass der Vorwurf des Hochverrats fallengelassen wurde, die übrigen Anklagepunkte jedoch bestehen blieben und Lally niemals rehabilitiert wurde. Der Sohn von Lally-Tollendal wurde ermächtigt, den Namen seines Vaters zu tragen.